# Kanton Reichshoffen
Kanton Reichshoffen (fr. Canton de Reichshoffen) je francouzský kanton v departementu Bas-Rhin v regionu Grand Est. Tvoří ho 43 obcí. Zřízen byl v roce 2015.

## Obce kantonu
| - Biblisheim - Bitschhoffen - Dambach - Dieffenbach-lès-Wœrth - Durrenbach - Engwiller - Eschbach - Forstheim - Frœschwiller - Gœrsdorf - Gumbrechtshoffen - Gundershoffen - Gunstett - Hegeney - Kindwiller - Kutzenhausen - Lampertsloch - Langensoultzbach - Laubach - Lembach - Lobsann - Merkwiller-Pechelbronn | - Mertzwiller - Mietesheim - Morsbronn-les-Bains - Niederbronn-les-Bains - Niedermodern - Niedersteinbach - Oberbronn - Oberdorf-Spachbach - Obersteinbach - Offwiller - Preuschdorf - Reichshoffen - Rothbach - Uhrwiller - Uttenhoffen - Val de Moder - Walbourg - Windstein - Wingen - Wœrth - Zinswiller |